# Gare de Montreuil
Gare de Montreuil vasútállomás Franciaországban, Versailles településen.

## Vasútvonalak
Az állomást az alábbi vasútvonalak érintik:
- Párizs-Saint-Lazare-Versailles-Rive-Droite-vasútvonal

## Kapcsolódó állomások
A vasútállomáshoz az alábbi állomások vannak a legközelebb:
- Gare de Viroflay-Rive-Droite (Paris Gare Saint-Lazare, Transilien line L)
- Gare de Versailles-Rive-Droite (Gare de Versailles-Rive-Droite, Transilien line L)